# Votîlivka, Lîseanka
Votîlivka (în ucraineană Вотилівка) este o comună în raionul Lîseanka, regiunea Cerkasî, Ucraina, formată numai din satul de reședință.

## Demografie
Componența lingvistică a comunei Votîlivka
     Ucraineană (99,6%)
     Alte limbi (0,4%)
Conform recensământului din 2001, majoritatea populației comunei Votîlivka era vorbitoare de ucraineană (99,6%), existând în minoritate și vorbitori de alte limbi.